# 斗笠岩站
斗笠岩站（：／ Geondeulbawi yeok */?）是大邱地鐵3號線沿線的一座高架車站，位於韓國大邱廣域市南區梨川洞。

## 車站結構
站體為2面2線側式月台的高架車站，候車月台設有半高式月台門，並有4處出口。

### 月台配置
| 明德 ↑   |
| \| 上    |
| ↓ 大鳳橋 |

| 月台 | 路線               | 目的地                           |
| ---- | ------------------ | -------------------------------- |
| 上行 | ●大邱都市鐵道3號線 | 明德、西門市場、漆谷慶大醫院方向 |
| 下行 | ●大邱都市鐵道3號線 | 大鳳橋、兒童會館、龍池方向       |

## 歷史
- 2015年4月23日：開通啟用。

## 車站周邊
- 佛教廣播大邱支局（朝鲜语：대구불교방송）
- 上水道事業本部
- 梨泉洞古美術品街
- 南區廳
- 鳳德119消防安全中心
- 大邱三英初等學校
- 大邱靈仙初等學校

## 圖片

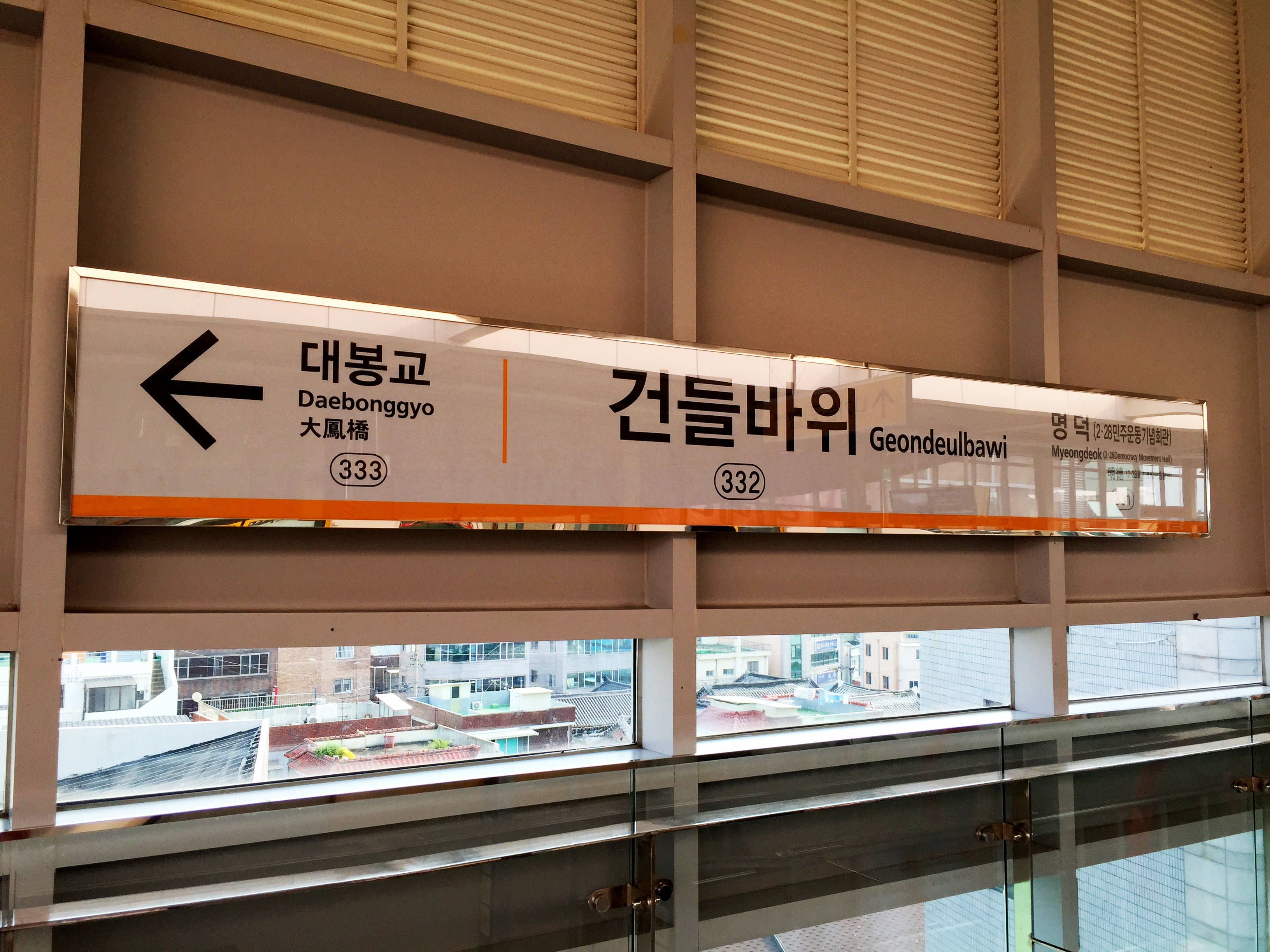
站名牌
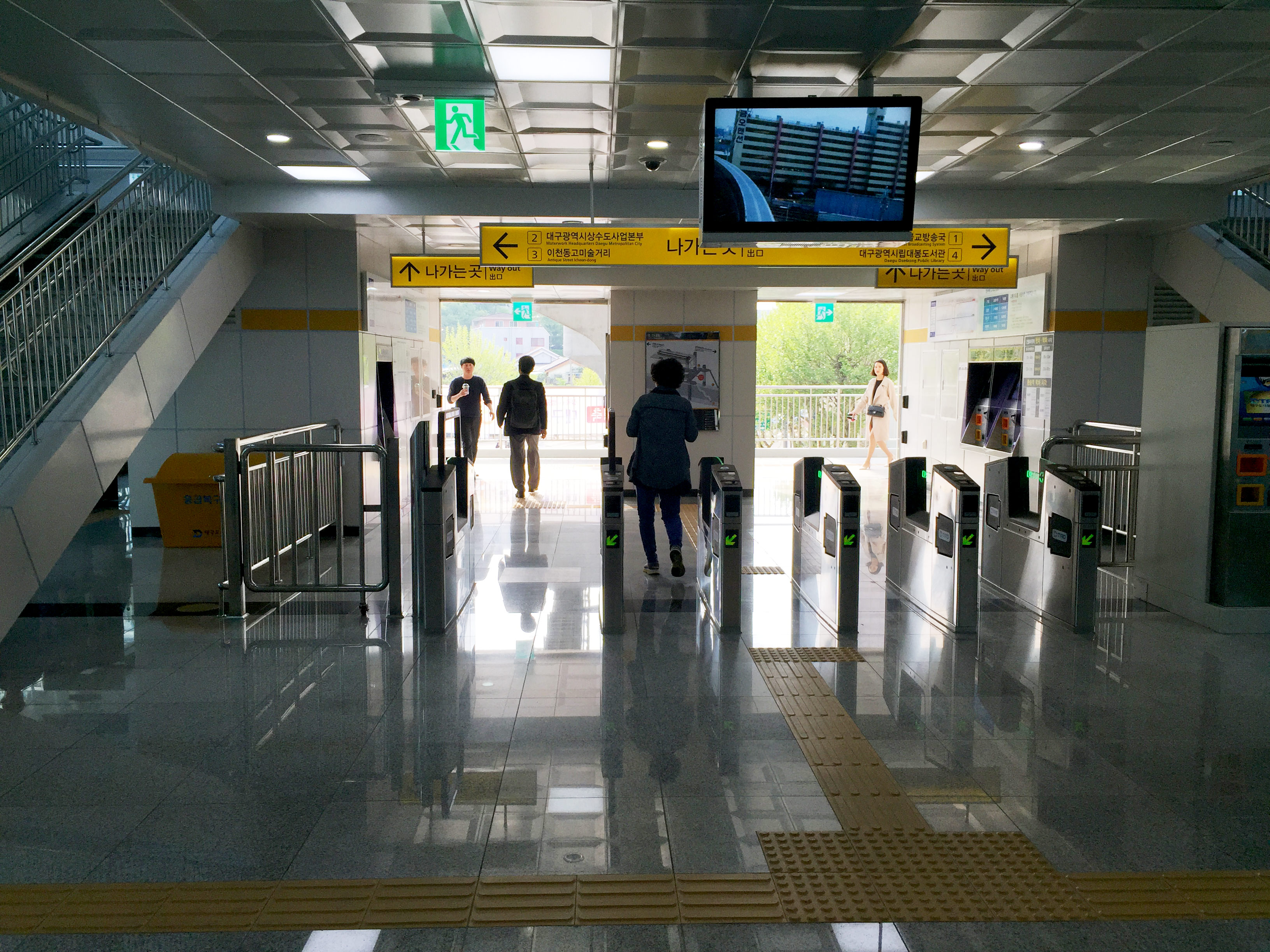
車站大廳
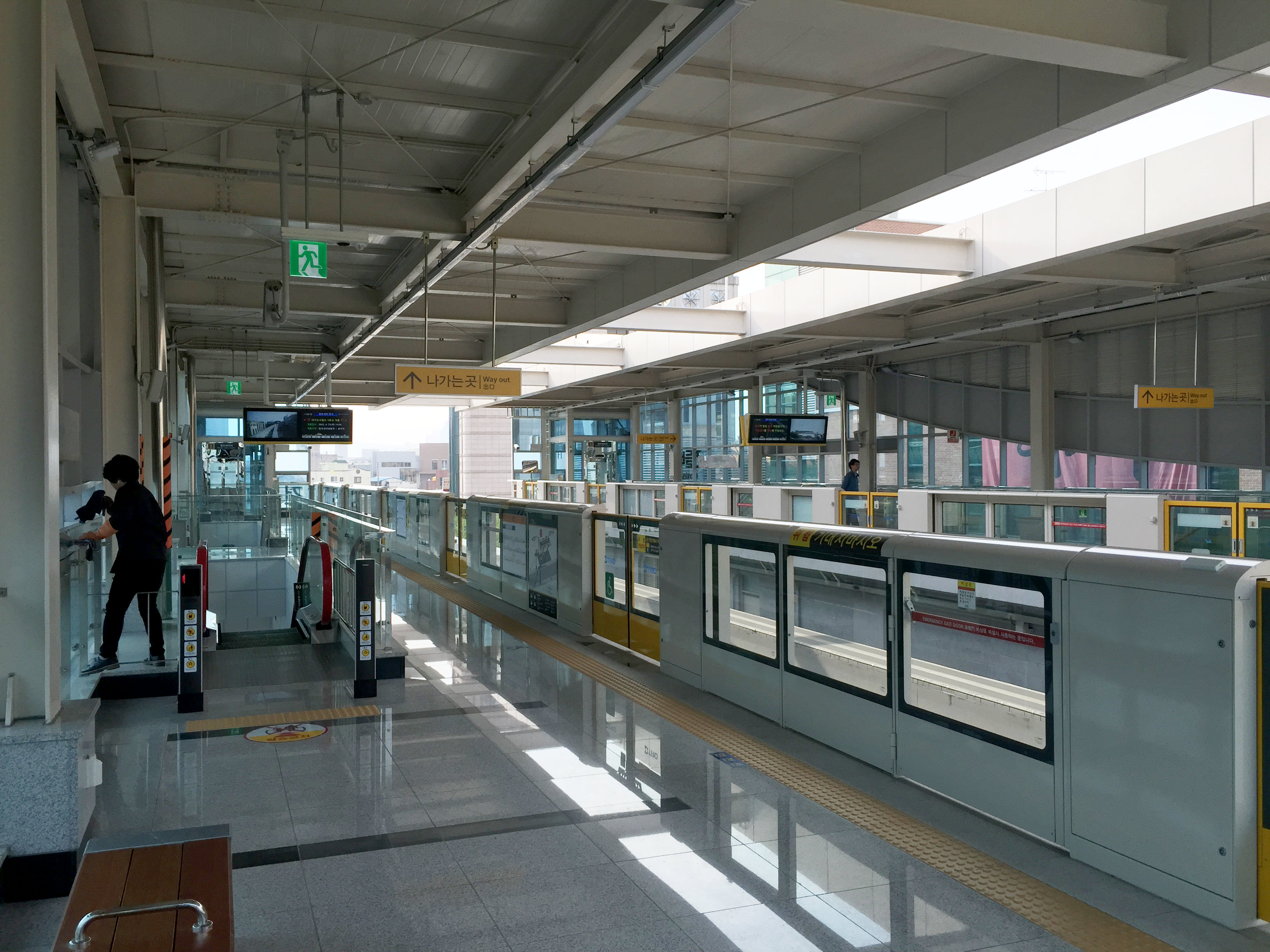
候車月台
1號出口

## 相鄰車站
大邱都市鐵道公社
●大邱都市鐵道3號線
明德（331）－斗笠岩（332）－大鳳橋（333）